# ۱۳۵۳ (قمری)
۱۳۵۳ (قمری)، هزار و سیصد و پنجاه و سومین سال در گاهشماری هجری قمری است. اول محرم این سال برابر با شانزدهم آوریل سال ۱۹۳۴ میلادی است.

## وابسته
- عبدالله بن جبرین
- سید محمدباقر صدر